# Francisque Chaleyssin
Francisque Chaleyssin né François Joseph Chaleyssin le 15 janvier 1872 à Lyon et mort le 22 juillet 1951 à Lyon est un ébéniste et décorateur français.

## Biographie

### La maison Chaleyssin
En 1896, Francisque Chaleyssin hérite avec son frère Joseph de la maison Chaleyssin, fondée en 1867 par leur père, Jean-François, dans un premier temps tapissier puis fabricant de meubles. Joseph occupe le rôle de gestionnaire, Francisque celui d’artiste.
En 1895, Francisque épouse la fille du peintre lyonnais Eugène Baudin, Il installe l’atelier de son beau – père dans une partie surélevée de la fabrique familiale. Établie dans un bâtiment à l’architecture néo-gothique, l’usine fonctionne essentiellement durant ces années grâce à une production « de style ». Sculpteur de formation, Francisque Chaleyssin y lance sa production sous le signe de la copie des styles du XVIIIe siècle, comme bon nombre de ses collègues à cette époque. 
Ami de l'architecte Tony Garnier depuis l'École des beaux-arts de Lyon où ils se sont rencontrés, Francisque Chaleyssin aurait réalisé vers 1910 le mobilier de la villa de l'architecte. 

### Les années Mercier & Chaleyssin
En 1912, la petite entreprise se développe en s’associant à la maison parisienne du faubourg Saint – Antoine souhaitant s’implanter à Lyon, Mercier Frères, pour laquelle Francisque exécutait du mobilier depuis quelques années déjà. À cette occasion, Francisque Chaleyssin et l’entreprise s’implantent dans un bâtiment conçu pour lui par son ami, l’architecte Tony Garnier, au coin de la rue Barrème et de la rue Boileau, face au musée Guimet. Cette réalisation est l’une des rares commandes privées qui échut à Tony Garnier, et demeure la seule usine à avoir été édifiée par l’auteur de la Cite industrielle.
La maison s’appelle désormais « Mercier et Chaleyssin ». Néanmoins Mercier n’aura en tant que partenaire qu’un pouvoir financier, les options artistiques étant uniquement décidées par les frères Chaleyssin. Pendant la guerre, l’usine tourne grâce à la fabrication d’hélices d’avions.
Dans les années 1920, les premières pièces sont d’esprit anglais ou avec des réminiscences Louis XVI, avec cependant une influence de Paul Follot. À cette époque, la production est axée sur un Art Déco timide qui n’ose pas encore s’affirmer.
En 1923, à la mort de son frère Joseph, Francisque Chaleyssin se retrouve seul à la tête de l’entreprise. Pour éviter la mainmise de Mercier sur son usine, il engage son gendre André Ducaroy, véritable concepteur du mobilier moderne exécuté durant les années 1920 – 1930.

### 1925 et l’Exposition des Arts décoratifs et industriels modernes
En 1925, lors de l’Exposition des Arts décoratifs et Industriels Modernes, Francisque Chaleyssin présente sa composition, un « meuble d’appui, formant secrétaire à abattant, galbé en plan. Bati et encadrement en ébène du Gabon. Panneaux en ébène tigré. Décor agent et ivoire. », qui lui vaut les honneurs de la presse lyonnaise et parisienne.
C’est en 1927 que la modernité fait son apparition, lors de l’exposition annuelle de l’art Décoratif Moderne où ils conçoivent « une chambre moderne en laque rouge avec incrustation d’argent ». Leur clientèle est composée de gros industriels, avides de nouveauté. Le succès aidant, ils ouvrent un espace « galerie », afin de présenter à ces clients leurs amis peintres et même une succursale à Nice.
Vers 1930, à l’ère des paquebots, la maison Mercier et Chaleyssin participe largement à leurs aménagements et s’occupe de la décoration intérieure du El Golea, puis el Kantara, El Mansour, Nicolas Paquet, Koutoubia, Ile de France, De Grasse. À cet effet, elle installera d’ailleurs une usine au Havre.
En 1934, ils se séparent de Mercier. Francisque Chaleyssin, jugé moins moderne et créatif que son gendre, reste à l’époque un personnage de premier plan. Administrateur en chef de l’École de Beaux-Arts, il fonde une classe de décoration et fut durant les années 1930 le président du comité régional des Arts Appliqués de Lyon.
À la même période, Chaleyssin et Ducaroy meublent aussi des stations de ski, dont celle du Montgenèvre. Ils y expérimentent un mobilier en bois massif nettement plus solide pour ce lieu fréquenté par des sportifs.
En 1937, le préfet du Rhône Émile Bollaert, mécène public, leur commande le mobilier de la Préfecture et l’appartement de réception. Ces réalisations seront quasiment leurs dernières coopérations.
Pendant la Seconde Guerre mondiale, l’usine se contente d’achever les commandes en cours et revient vers une conception de mobilier plus classique.

### L'après-guerre
Après la guerre, il se retrouve seul à la tête de l’entreprise dans un contexte économique plus que difficile. L’entreprise, jusqu’à sa mort, se contente de reproduire les modèles existants, et ferme ses portes vers 1960.